# Kimberley Bos
Kimberley Bos (n. 7 octombrie 1993, Ede, Gelderland, Țările de Jos) este o sportivă ce a reprezentat Țările de Jos, medaliată olimpică. A participat la două ediții ale Jocurilor Olimpice (2018, 2022) în care a câștigat două medalii de bronz.